# Finneas O'Connell
Finneas Baird O'Connell (prononcé /fineas/ et /ˈfɪniəs/ en anglais), connu sous le nom de Finneas (stylisé en lettres capitales), est un auteur-compositeur-interprète, multi-instrumentiste, producteur et acteur américain, né le 30 juillet 1997 à Los Angeles (Californie).
Il rencontre le succès pour sa collaboration avec sa sœur cadette Billie Eilish, pour laquelle il est producteur et avec qui il co-compose ses chansons. Ils remportent à ce titre cinq Grammy Awards, s'attribuant aussi celui du meilleur producteur, ainsi que deux Oscars de la meilleure chanson originale, en 2022 pour No Time to Die et en 2024 pour What Was I Made For?
Il mène aussi une carrière solo, avec notamment un EP et deux albums. Parallèlement, il a une carrière d'acteur.

## Biographie

### Écriture et production

#### Collaboration avec Billie Eilish
Né dans une famille d'artistes, Finneas compose de la musique depuis très jeune. En novembre 2015, alors âgé de 18 ans, il publie sur la plateforme Soundcloud un morceau intitulé Ocean Eyes. Le morceau initialement composé pour son groupe de musique est chanté par sa sœur Billie Eilish, alors âgée de 13 ans. Ils reçoivent alors des centaines de milliers d'écoutes en deux semaines, ce qui amènera sa sœur à signer avec la maison de disque Interscope Records, en août 2016.

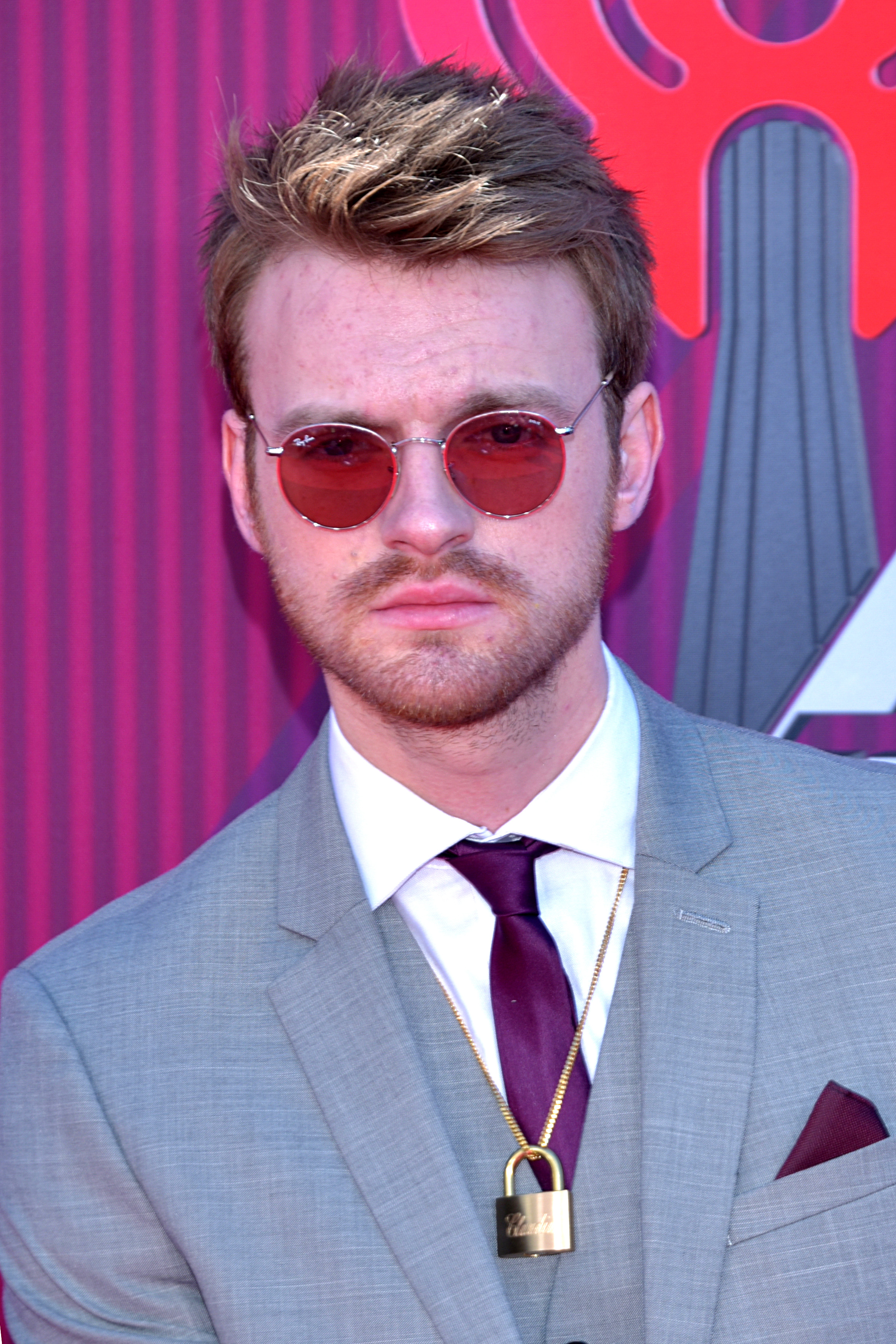
Finneas en 2019.

Il co-compose et produit ensuite, toutes les chansons du premier album de cette dernière, intitulé When We All Fall Asleep, Where Do We Go? et sorti le 29 mars 2019. Cet album est enregistré dans la chambre de Finneas, sans les moyens habituels des studios d'enregistrements. Il sera pourtant récompensé par plusieurs Grammy Awards, dont celui de meilleur producteur.
Le titre Bad Guy issu de cet album, se place no 1 du Billboard Hot 100, et l'album est à la première place du Billboard 200 dès sa sortie. En janvier 2020, Billie et Finneas remportent chacun cinq Grammy Awards pour l'album et la chanson.
Ils tournent par ailleurs ensemble dans le monde entier, accompagnés du batteur Andrew Marshall puis d'autres musiciens en 2024, tels que Solo Smith. Finneas joue pour sa part de la guitare (électrique et acoustique), de la basse, des claviers et harmonise avec sa sœur au chant.

#### Collaboration avec d'autres artistes
Il a par ailleurs collaboré avec d'autres artistes comme Camila Cabello, Ashe, John Legend (morceau non sorti), Lizzy McAlpine ou encore Selena Gomez, pour laquelle il produit le morceau Lose You to Love Me, qui se classera n°1 au Billboard Hot 100.

#### Bande-son de médias
Finneas, en parallèle de sa carrière musicale et de celle de sa soeur, compose des musiques de films, de séries, et de jeux vidéos. Il les publie sur les plateformes musicales sous le nom de Finneas O'Connell afin de les différencier des musiques de sa carrière solo, que l'on trouve par nom de scène FINNEAS.
Il a composé les bandes originales de plusieurs films, tels que The Fallout en 2022 et Vengeance plus tard dans la même année.
Il a également écrit et produit la bande-son du dessin animé Alerte Rouge (Turning Red) avec sa sœur cadette. Il prête également sa voix au personnage de Jesse dans ses chansons.
Dans le courant de l'année 2024, Finneas annonce avoir composé la bande originale de la série Disclaimer produite par Alfonso Cuarón, applaudie par la critique,
Il a également co-composé avec son ami et collègue David Marinelli en 2023 une musique pour le jeu vidéo Call of Duty, nommée Fists.

### Carrière solo
Sa musique s'inscrit dans des sonorités pop-folk, contrairement au travail fait avec sa sœur, qui utilise des sonorités plus électroniques.
Finneas sort sa première chanson en 2016, intitulée New Girl. Il sort ensuite un autre titre en 2017, I'm in Love Without You, puis 8 singles en 2018, dont Life Moves On et Break My Heart Again. (certains de ces singles ont été retirés des plateformes de musique, tels que College et Heaven).
Le 4 octobre 2019, il sort un EP intitulé Blood Harmony, comprenant sept titres, notamment I Lost a Friend et I Don't Miss You at All.
En 2020, il sort 4 singles dont le titre de Noël Another Year, et le single Can't Wait To Be Dead.
En 2021, il publie deux singles : la chanson American Cliché et le duo Till Forever Falls Apart, composé et chanté avec la chanteuse Ashe.
En octobre 2021 parait le premier album de Finneas, Optimist, comprenant treize titres, notamment The 90s et Only a Lifetime. Dans cet album vocal, on trouve un titre instrumental joué au piano, nommé Peaches Etude ("l'étude de Peaches", en référence à son chien).
En 2022, Finneas publie 2 singles : Naked et Mona Lisa, Mona Lisa.
En octobre 2024, il sort son deuxième album solo, intitulé For Cryin' Out Loud, comprenant dix titres, dont For Cryin' Out Loud (single éponyme sorti en août 2024), et Family Feud, chanson parlant de sa relation avec sa sœur cadette Billie Eilish.

### Carrière d'acteur
Il est aussi occasionnellement acteur, notamment connu pour son rôle en tant que Alistair dans la série télévisée Glee sur Fox. Il a également joué le rôle de Ronnie LaFontaine Jr dans la série Modern Family, et dans le film Bad Teacher où il joue le rôle de Spencer, un élève d'Elizabeth (Cameron Diaz), la série Aquarius, ainsi que dans le film Life Inside Out, écrit par sa mère Maggie Baird, où il joue le rôle de Shane. Il a également prêté sa voix au personnage de Jesse dans la version originale du dessin animé Alerte Rouge. Il a également annoncé sur Instagram jouer un rôle principal dans la série Laid, produite par Peacock, à parvenir prochainement. Enfin, il fait partie du cast du film The Trainer, réalisé par Tony Kaye, comme rôle secondaire, cependant la nouvelle n'a pas encore été partagée par l'artiste lui-même.

## Vie privée

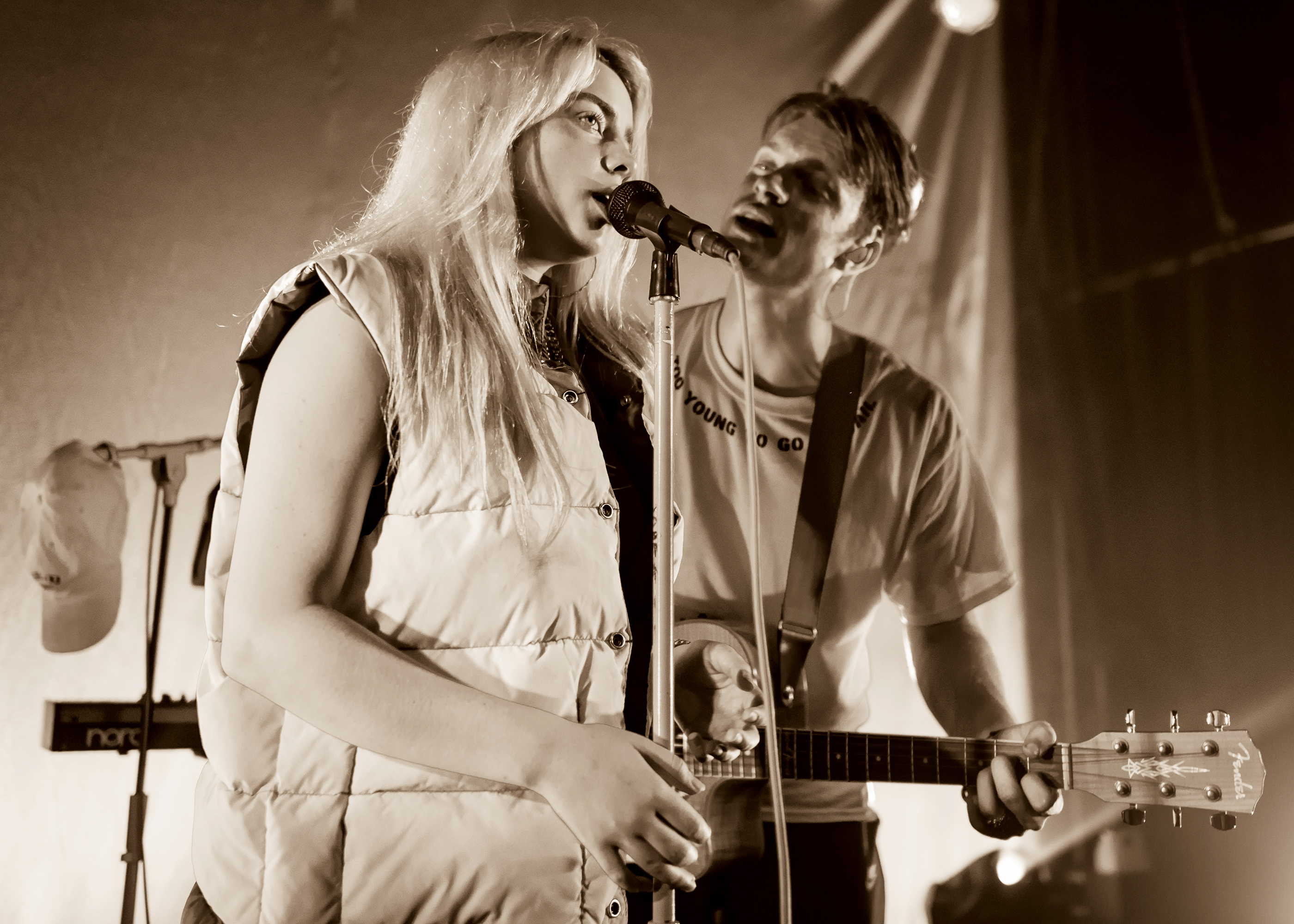
Finneas et sa sœur Billie à Highland Park en 2017.

Finneas est né le 30 juillet 1997 dans le quartier de Highland Park à Los Angeles. Ses parents sont Maggie Baird et Patrick O'Connell. Ils sont tous les deux comédiens, musiciens et scénaristes. Finneas ainsi que sa sœur effectuent une scolarité à la maison. Leur mère leur apprend à écrire des chansons et à jouer des instruments de musique.
À l'adolescence, il crée son propre groupe de musique et compose pour celui-ci la chanson Ocean Eyes en 2015. Il la fera finalement chanter par sa sœur Billie Eilish, qui avait alors 13 ans. Le titre est publié sur SoundCloud le 19 novembre 2015. Bien qu'elle soit principalement destinée à la professeure de danse de Billie, la chanson devient virale et fait débuter la carrière de Billie et de Finneas. Elle sera publiée en tant que single le 18 novembre 2016 chez les labels Darkroom et Interscope Records.
Depuis 2018, Finneas est en couple avec la vidéaste web Claudia Sulewski. En décembre 2019, ils adoptent un pitbull femelle, Peach. Ce même mois, ils achètent une maison à Los Angeles et emménagent ensemble. Le 23 mars 2020, ils sortent le premier épisode de leur podcast « We Bought a House ». Ils sont par ailleurs tous les deux veganes. En août 2024, le couple adopte un autre chien, un pinscher allemand qu'ils nomment Mousse.

## Tournées
Finneas se produit souvent sur scène avec ses amis et collègues David Marinelli (clavier), Andrew Marshall (batterie), Aron Forbes (guitare électrique et basse), Miles Morris (batterie), Ricky Gourmet (guitare électrique et basse), et Lucy Healy (piano et voix).
En octobre 2019, il fait sa première tournée solo pour son EP Blood Harmony, le Blood Harmony Tour, et se produit dans six villes des États-Unis.
| Date     | Ville             |
| 05/10/19 | Austin, TX        |
| 15/10/19 | San Francisco, CA |
| 17/10/19 | Los Angeles, CA   |
| 20/10/19 | Chicago, IL       |
| 23/10/19 | New York, NY      |
| 24/10/19 | Boston, MA        |

En automne 2021, il effectue sa deuxième tournée solo pour son album Optimist, le Optimist Tour, et se produit en Amérique du Nord.
| Date     | Ville                 |
| -------- | --------------------- |
| 25/10/21 | San Diego, CA         |
| 27/10/21 | Los Angeles, CA       |
| 28/10/21 | Los Angeles, CA       |
| 01/11/21 | San Francisco, CA     |
| 03/11/21 | Portland, OR          |
| 04/11/21 | Seattle, WA           |
| 06/11/21 | Salt Lake City, UT    |
| 08/11/21 | Denver, CO            |
| 10/11/21 | Chicago, IL           |
| 12/11/21 | Athens, OH            |
| 13/11/21 | Philadelphia, PA      |
| 14/11/21 | Washington D.C., WA   |
| 16/11/21 | New York, NY          |
| 17/11/21 | New York, NY          |
| 18/11/21 | Bonston, MA           |
| 20/11/21 | Montréal, CA (Canada) |
| 21/11/21 | Toronto, CA (Canada)  |

En octobre 2024, Finneas se produit 3 fois à l'occasion de la sortie de son album For Cryin' Out Loud!.
| 3/10/2024  | Los Angeles, CA |
| 6/10/2024  | Brighton, UK    |
| 12/10/2024 | Brooklyn, NY    |

Le 26 septembre 2024, il annonce la première partie de sa tournée For Cryin' Out Loud! The Tour, en Océanie.
| 7/01/2025  | Auckland, AU  |
| 9/01/2025  | Brisbane, AU  |
| 11/01/2025 | Sydney, AU    |
| 13/01/2025 | Melbourne, AU |

Le 30 septembre 2024, il annonce la deuxième partie de sa tournée For Cryin' Out Loud! The Tour, en Europe. Il annonce également qu'il ne pourra pas accompagner sa sœur Billie Eilish sur toutes les dates de sa tournée Hit Me Hard And Soft, The Tour, pour la première fois.
| 14/04/2025 | Dublin, IE     |
| 17/04/2025 | Londres, UK    |
| 18/04/2025 | Manchester, UK |
| 20/04/2025 | Glasgow, UK    |
| 21/04/2025 | Birmingham, UK |
| 22/04/2025 | Bristol, UK    |
| 25/04/2025 | Stockholm, SE  |
| 27/04/2025 | Oslo, NO       |
| 29/04/2025 | Hambourg, DE   |
| 30/04/2025 | Copenhague, DK |
| 02/05/2025 | Berlin, DE     |
| 05/05/2025 | Bruxelles, BE  |
| 06/05/2025 | Amsterdam, NL  |
| 07/05/2025 | Paris, FR      |
| 09/05/2025 | Cologne, DE    |

Le 7 octobre 2024, il annonce la dernière partie de sa tournée For Cryin' Out Loud! The Tour, aux Etats-Unis.
| 13/02/2025 | Nashville, TN      |
| 14/02/2025 | Atlanta, GA        |
| 16/02/2025 | Raleigh, NC        |
| 18/02/2025 | Silver Spring, MD  |
| 19/02/2025 | Philadelphia, PA   |
| 21/02/2025 | Boston, MA         |
| 22/02/2025 | Brooklyn, NY       |
| 25/02/2025 | Detroit, MI        |
| 26/02/2025 | Chicago, IL        |
| 27/02/2025 | Minneapolis, MN    |
| 1/03/2025  | Denver, CO         |
| 2/03/2025  | Salt Lake City, UT |
| 4/03/2025  | San Francisco, CA  |
| 5/03/2025  | Los Angeles, CA    |

Il accompagne également sa sœur Billie Eilish dans ses tournées mondiales :
- Where's My Mind Tour (2018)
- 1 By 1 Tour (2018)
- When We All Fall Asleep Tour (2019)
- Where Do We Go? Tour (2020)
- Happier Than Ever, the World Tour (2022-2023)
- HIT ME HARD AND SOFT Tour (2024-2025)

## Distinctions

### Apple Music Awards
| Année | Œuvre                                    | Récompense       | Résultat  |
| ----- | ---------------------------------------- | ---------------- | --------- |
| 2019  | When We All Fall Asleep, Where Do We Go? | Album de l'année | Remportée |

### American Music Awards
| Année | Œuvre                                    | Récompense                | Résultat   |
| ----- | ---------------------------------------- | ------------------------- | ---------- |
| 2019  | Bad Guy                                  | Clip de l'année           | Nomination |
| 2019  | When We All Fall Asleep, Where Do We Go? | Meilleur album - Pop/Rock | Nomination |

### ASCAP pop Music Awards
| Année | Œuvre                   | Récompense                     | Résultat  |
| ----- | ----------------------- | ------------------------------ | --------- |
| 2019  | Billie Eilish & Finneas | "Vanguard (avant-garde) Award" | Remportée |

### BBC Radio 1's Teen Awards
| Année | Œuvre   | Récompense      | Résultat |            |
| 2018  | Bad Guy | Meilleur single |          | Nomination |

### MTV Europe Music Awards
| Année | Œuvre   | Récompense        | Résultat   |
| ----- | ------- | ----------------- | ---------- |
| 2019  | Bad Guy | Meilleure chanson | Remportée  |
| 2019  | Bad Guy | Meilleur clip     | Nomination |

### Kid's Choice Awards
| Année | Œuvre   | Récompense       | Résultat  |
| ----- | ------- | ---------------- | --------- |
| 2020  | Bad Guy | Chanson préférée | Remportée |

### Teen choice Awards
| Année | Œuvre                        | Récompense       | Résultat   |
| ----- | ---------------------------- | ---------------- | ---------- |
| 2019  | When We All Fall Asleep Tour | Tournée de l'été | Nomination |

### People's Choice Awards
| Année | Œuvre                                    | Récompense         | Résultat   |
| ----- | ---------------------------------------- | ------------------ | ---------- |
| 2019  | Bad Guy                                  | Chanson de l'année | Nomination |
| 2019  | Bad Guy                                  | Clip de l'année    | Nomination |
| 2019  | When We All Fall Asleep, Where Do We Go? | Album de l'année   | Nomination |

### Danish Music Awards 2019
| Année | Œuvre                                    | Récompense          | Résultat  |
| ----- | ---------------------------------------- | ------------------- | --------- |
| 2019  | When we All Fall Asleep, Where do We Go? | Album international | Remportée |

### MTV Video Music Awards
| Année | Œuvre                 | Récompense                | Résultat   |
| 2019  | Bad Guy               | Meilleur montage          | Remportée  |
| 2019  | Bad Guy               | Vidéo de l'année          | Nomination |
| 2019  | Bad Guy               | Meilleure chanson pop     | Nomination |
| 2019  | Bad Guy               | Meilleure direction       | Nomination |
| 2019  | Bad Guy               | Chanson de l'été          | Nomination |
| 2019  | When the Party's Over | Meilleurs effets visuels  | Nomination |
| 2019  | Hostage               | Meilleure cinématographie | Nomination |

### LOS40 Music Awards
| Année | Œuvre                                    | Récompense                      | Résultat   |
| ----- | ---------------------------------------- | ------------------------------- | ---------- |
| 2019  | When we All Fall Asleep, Where Do We Go? | Album international de l'année  | Remportée  |
| 2019  | Bad Guy                                  | Vidéo internationale de l'année | Nomination |

### NRJ Music Awards
| Année                 | Œuvre   | Récompense      | Résultat   |
| --------------------- | ------- | --------------- | ---------- |
| NRJ Music Awards 2019 | Bad Guy | Clip de l'année | Nomination |

### NME Awards
| Année | Œuvre                                    | Récompense                 | Résultat   |
| ----- | ---------------------------------------- | -------------------------- | ---------- |
| 2020  | Bad Guy                                  | Meilleure chanson du monde | Remporté   |
| 2020  | When We All Fall Asleep, Where Do We Go? | Meilleur album du monde    | Nomination |

### Grammy Awards[46]
| Année | Œuvre                                           | Récompense                                                           | Résultat   |
| ----- | ----------------------------------------------- | -------------------------------------------------------------------- | ---------- |
| 2020  | When We All Fall Asleep, Where Do We Go?        | Album de l'année                                                     | Remporté   |
| 2020  | When We All Fall Asleep, Where Do We Go?        | Meilleur album vocal pop                                             | Remporté   |
| 2020  | Bad Guy                                         | Chanson de l'année                                                   | Remporté   |
| 2020  | Bad Guy                                         | Meilleur enregistrement                                              | Remporté   |
| 2020  | Bad Guy                                         | Meilleure performance pop solo                                       | Nomination |
| 2021  | No Time To Die                                  | Meilleure chanson écrite pour un media Visuel (Mourir peut attendre) | Remporté   |
| 2021  | Everything I wanted                             | Enregistrement de l'année                                            | Remporté   |
| 2021  | Everything I wanted                             | Meilleure performance pop solo                                       | Nomination |
| 2021  | Everything I wanted                             | Chanson de l'année                                                   | Nomination |
| 2022  | Happier Than Ever: A Love Letter To Los Angeles | Meilleur Film musical                                                | Nomination |
| 2022  | Happier Than Ever                               | Meilleure performance pop solo                                       | Nomination |
| 2022  | Happier Than Ever                               | Disque de l'année                                                    | Nomination |
| 2022  | Happier Than Ever                               | Chanson de l'année                                                   | Nomination |
| 2022  | Happier Than Ever                               | Meilleur clip vidéo                                                  | Nomination |
| 2023  | Nobody Like U                                   | Meilleure chanson écrite pour les médias visuels                     | Nomination |
| 2023  | Billie Eilish Live At The O2                    | Meilleur clip vidéo                                                  | Nomination |
| 2024  | What Was I Made For?                            | Chanson de l'année                                                   | Remporté   |
| 2024  | What Was I Made For?                            | Meilleure chanson écrite pour un film                                | Remporté   |
| 2024  | What Was I Made For?                            | Enregistrement de l'année                                            | Nomination |
| 2024  | What Was I Made For?                            | Meilleur clip vidéo                                                  | Nomination |
| 2024  | What Was I Made For?                            | Meilleure prestation pop solo                                        | Nomination |

### Golden Globes
| Année | Œuvre                 | Récompense                  | Résultat |
| ----- | --------------------- | --------------------------- | -------- |
| 2022  | No Time to Die        | Meilleure chanson originale | Remporté |
| 2024  | What Was I Made For ? | Meilleure chanson originale | Remporté |

### Oscars
| Année | Œuvre                | Récompense                  | Résultat |
| ----- | -------------------- | --------------------------- | -------- |
| 2022  | No Time to Die       | Meilleure chanson originale | Remporté |
| 2024  | What Was I Made For? | Meilleure chanson originale | Remporté |

Lors de la 96e cérémonie des Oscars (2024), Finneas O'Connell, 26 ans, devient le deuxième plus jeune double lauréat d'un Oscar. En effet, ayant gagné un premier Oscar pour No Time to Die dans Mourir peut attendre (No Time to Die) lors de la 94 cérémonie des Oscars (2022) (il était âgé de 24 ans), il récidive en 2024 pour What Was I Made For? dans le film Barbie. Sa soeur, Billie Eilish, 22 ans, quant à elle, devient la plus jeune double lauréate d'un Oscar du Cinéma.

### SCL awards
| Année | Œuvre                | Récompense                                                                      | Résultat |
| ----- | -------------------- | ------------------------------------------------------------------------------- | -------- |
| 2022  | No Time to Die       | Outstanding Original Song for a Dramatic or Documentary Visual Media Production | Remporté |
| 2024  | What Was I Made For? | Outstanding Original Song for a Comedy or Musical Visual Media Production       | Remporté |